# Formacja Nemegt

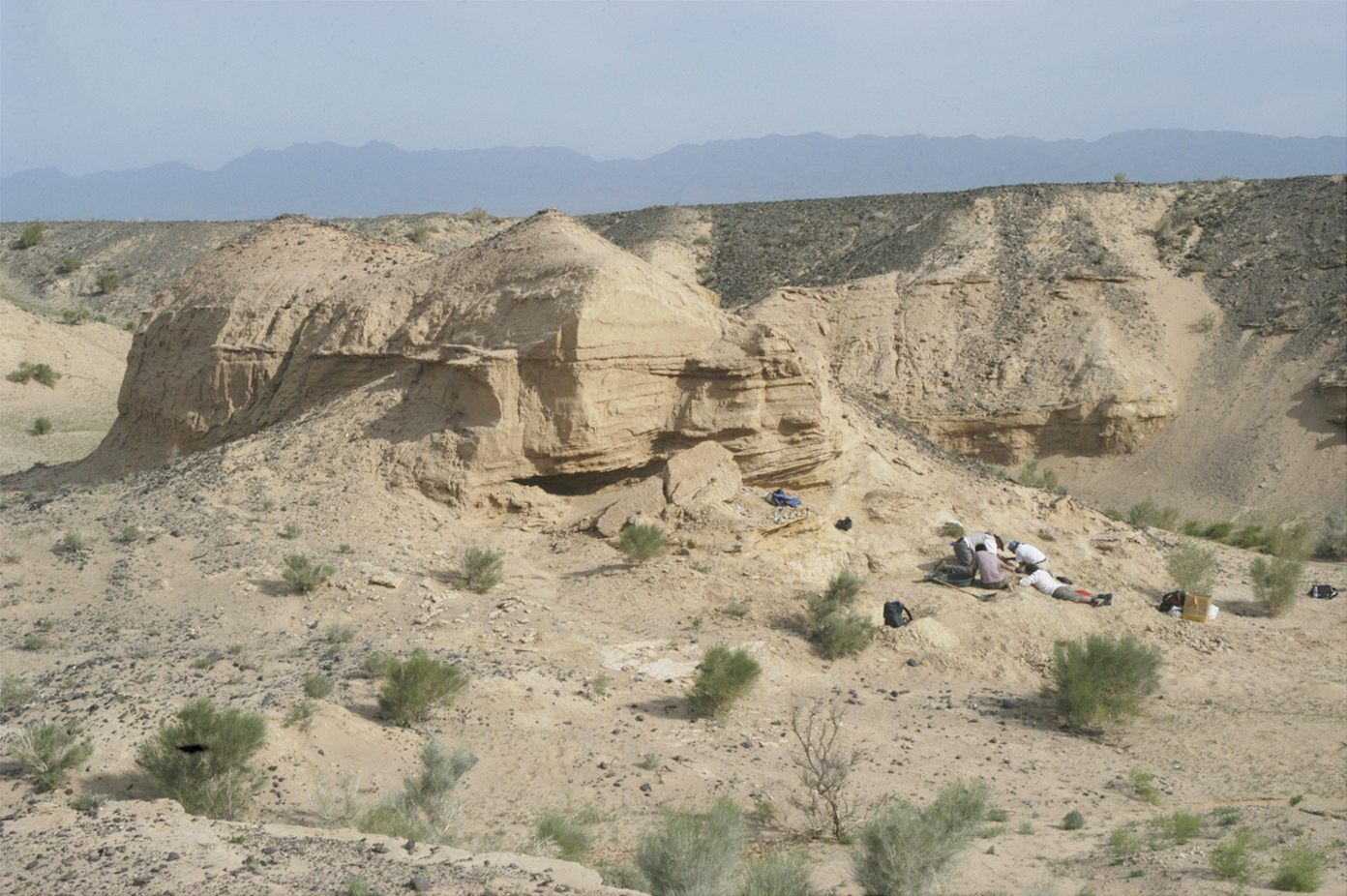
Odsłonięcia formacji Nemegt na obszarze typowym (Nemegt, Mongolia)

Formacja Nemegt – jednostka litostratygraficzna (formacja) górnej kredy Mongolii, odsłaniająca się na Pustyni Gobi. 

## Stratotyp, datowanie, historia badań
Stratotyp formacji znajduje się na południe od Góry Nemegt (Nemegt Uul). Wiek formacji zawiera się w przedziale kampan–mastrycht.  
Według tradycyjnej interpretacji jednostką bezpośrednio podległą formacji Nemegt (starszą od niej) jest formacja Baruungoyot (Barun Goyot, dawniej określana jako dolne warstwy z Nemegt, ang. lower Nemegt beds). Według nowszych danych te dwie formacje zazębiają się, czyli są przynajmniej częściowo równowiekowe. 
Badania paleontologiczne na tym obszarze rozpoczęły ekspedycje amerykańskie w latach 20. XX wieku. W latach 1963–1971 odbyły się cztery wyprawy polsko-mongolskie. Następnie miały miejsce wyprawy radziecko-mongolskie, a od 1990 badania współorganizują Mongolska Akademia Nauk i Amerykańskie Muzeum Historii Naturalnej. 

## Środowisko i biota

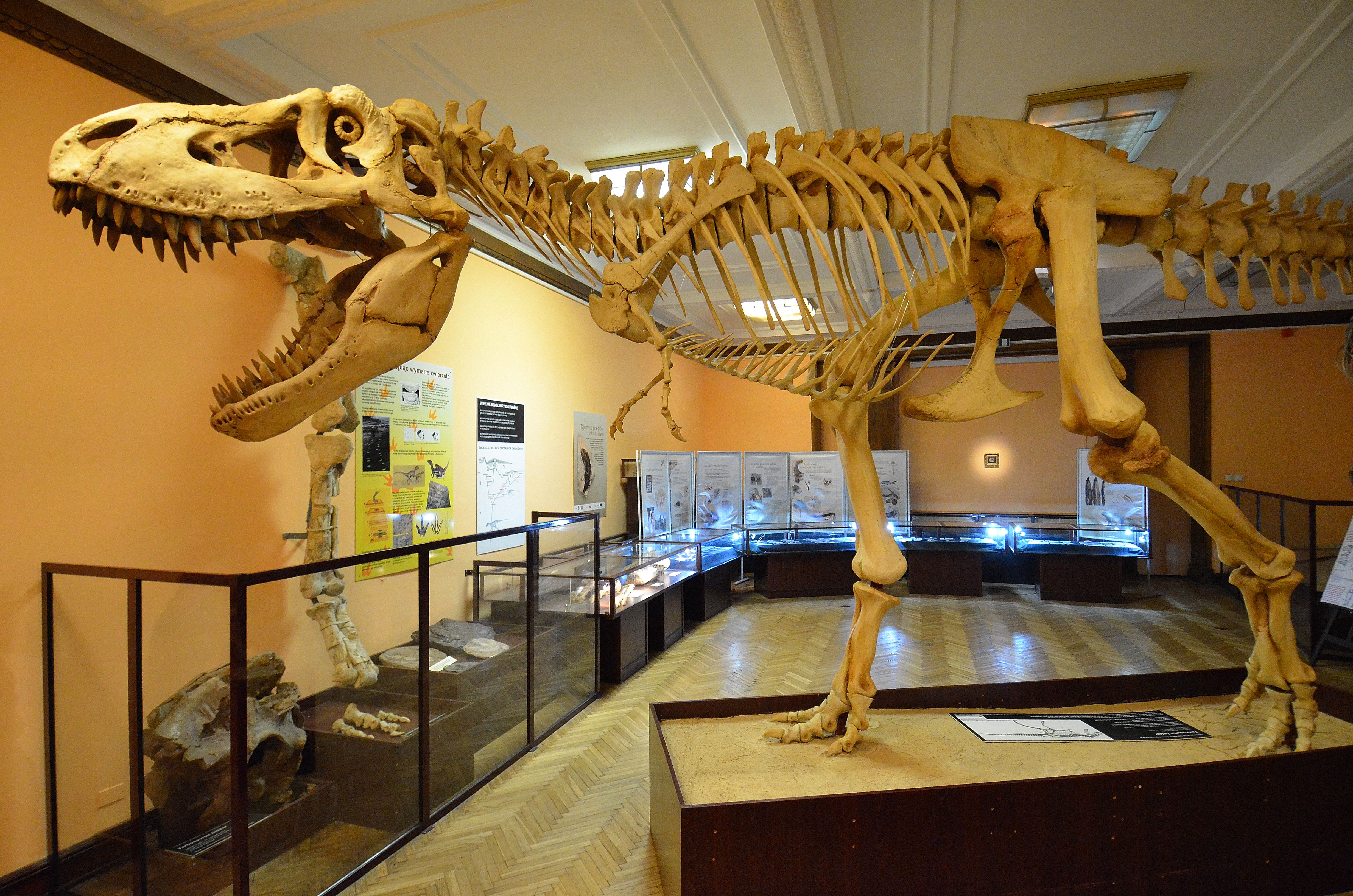
Szkielet tarbozaura z formacji Nemegt w Muzeum Ewolucji w Warszawie

Współczesnym analogiem dla środowiska, w którym tworzyły się osady formacji Nemegt jest śródlądowa delta Okawango. 
Formacja znana jest z bardzo bogatej bioty lądowej i słodkowodnej, przede wszystkim kręgowców kopalnych (żółwie, dinozaury, ssaki). Ponadto opisano stamtąd bezkręgowce (małżoraczki) i florę (ramienice). 
Niektórym skamieniałościom znalezionym w skałach należących do tej formacji nadano nazwy od toponimu Nemegt, na przykład rodzajom:
- Nemegtia Szczechura, 1978 (zwierzę, małżoraczek)[9]
- Nemegtichara Karczewska et Ziembińska-Tworzydło (roślina, ramienica)[10]
- Nemegtomaia Lü, Tomida, Azuma, Dong & Lee, 2005 (zwierzę, dinozaur)[11]
- Nemegtosaurus Nowiński, 1971 (zwierzę, dinozaur)[12]